# صفية (اسم)
صفية  اسم علم مؤنث في اللغة العربية على وزن فعيلة معناه «نقية».

## قائمة ببعض الأسماء
• صفية بنت عبد المطلب
•صفية بنت حيي بن أخطب
•صفية بنت أبي عبيد
•صفية بنت أبي العاص